# کازوتو هونگو
کازوتو هونگو (به ژاپنی: 本郷 和人 ほんごう かずと); ۱۲ اکتبر ۱۹۶۰ مورخ تاریخ ژاپن در قرون وسطی دکتری عالی ادبیات آز دانشگاه توکیو اهل ژاپن بود.